# Juan Ferrer (judo)
Pour les articles homonymes, voir Juan Ferrer et Ferrer.
Juan Ferrer Lahera (né le 24 août 1955 à Santiago de Cuba et mort le 22 octobre 2015 à La Havane) est un judoka cubain. Il participe aux Jeux olympiques d'été de 1980 dans la catėgorie des poids mi-moyens et remporte la mėdaille d'argent.

## Palmarès

### Jeux olympiques
- Jeux olympiques de 1980 à Moscou
  -  Médaille d'argent.

### Jeux panaméricains
- Jeux panaméricains de 1983 à Caracas
  -  Médaille d'argent.
- Jeux panaméricains de 1979 à San Juan
  -  Médaille de bronze.

### Championnats panaméricains
- Championnats panaméricains 1984 à Mexico
  -  Médaille d'or.
- Championnats panaméricains 1974 à Panama
  -  Médaille d'argent.

### Jeux d'Amérique centrale et des Caraïbes
- Jeux d'Amérique centrale et des Caraïbes de 1974 à Saint-Domingue
  -  Médaille d'or.
- Jeux d'Amérique centrale et des Caraïbes de 1978 à Medellín
  -  Médaille d'or.
- Jeux d'Amérique centrale et des Caraïbes de 1982 à La Havane
  -  Médaille d'or.